# Tomasz Majtczak
Tomasz Majtczak (ur. 12 sierpnia 1975 w Wadowicach) – polski japonista i turkolog, językoznawca.
Absolwent japonistyki (tytuł pracy mgr. Pary czasowników przechodnich i nieprzechodnich w języku japońskim i ich powstanie, 1999) oraz turkologii (praca mgr. Język staroturecki "Księgi wróżb" (Yrk bitig), 2002) na Uniwersytecie Jagiellońskim. Tamże obronił pracę doktorską pt. Starojapońskie klasy czasownikowe i ich powstanie (2004; promotor: Wojciech Smoczyński). Od października 2006 pełni obowiązki kierownika Zakładu Japonistyki i Sinologii UJ.
W 2016 na UJ uzyskał stopień doktora habilitowanego nauk humanistycznych (specjalność: językoznawstwo) na podstawie pracy habilitacyjnej The inflexional system of Classical Japanese.
Główne zainteresowania badawcze: język starojapoński, gramatyka historyczna japońskiego, lingwistyka ałtajska, język staroturecki.

## Główne publikacje
- "Origin of transitive-intransitive verb pairs in Japanese", [w:] Studia Etymologica Cracoviensia, nr 6, Wydawnictwo UJ, Kraków 2001, s. 109-125.
- "A note of Old Turkic tanηlar-", [w:] Studia Etymologica Cracoviensia, nr 9, Wydawnictwo UJ, Kraków 2004, s. 103-110.